# 青河县 (越南)
青河县（越南语：／）是越南海阳省下辖的一个县。

## 地理
青河县东北接金城县；西北接海阳市；西南接四岐县；东南接海防市安老县和先朗县。

## 历史
阮朝时，为青河县。保大后期，升为青河府。1948年，废府改县，恢复为青河县。
2019年10月16日，前进社和决胜社划归海阳市管辖；安良社和凤凰社合并为安凤社，合德社、长城社和青柄社合并为青光社。
2024年10月24日，越南国会常务委员会通过决议，自2024年12月1日起，青溪社并入青河市镇，越红社和锦制社合并为锦越社，青舍社和青水社合并为青新社，永立社和青强社合并为永强社。

## 行政区划
青河县下辖1市镇15社，县莅青河市镇。
- 青河市镇（Thị trấn Thanh Hà）
- 安凤社（Xã An Phượng）
- 锦越社（Xã Cẩm Việt）
- 鸿乐社（Xã Hồng Lạc）
- 联墨社（Xã Liên Mạc）
- 新安社（Xã Tân An）
- 新越社（Xã Tân Việt）
- 青安社（Xã Thanh An）
- 青海社（Xã Thanh Hải）
- 青鸿社（Xã Thanh Hồng）
- 青琅社（Xã Thanh Lang）
- 青光社（Xã Thanh Quang）
- 青山社（Xã Thanh Sơn）
- 青新社（Xã Thanh Tân）
- 青春社（Xã Thanh Xuân）
- 永强社（Xã Vĩnh Cường）